# Staten Island Railway
La Staten Island Railway è una linea metropolitana a servizio del borough newyorkese di Staten Island. È di proprietà della Staten Island Rapid Transit Operating Authority (SIRTOA), un'agenzia sussidiaria della Metropolitan Transportation Authority (MTA), ed è gestita dalla New York City Transit Authority (NYCTA), anch'essa parte della MTA.
La linea offre un servizio continuo, 24 ore al giorno, sette giorni su sette. Oltre al normale servizio locale, in cui i treni fermano in tutte le 21 stazioni della linea, durante le ore di punta è attivo anche un servizio espresso, in direzione St. George tra le 6:15 e le 8:15 e in direzione Tottenville tra le 7:00 e le 8:00 e tra le 16:00 e le 20:00 circa.